# Sergio Pirón
Sergio Herrera Pirón (ur. 5 czerwca 1993 w Miranda de Ebro) – hiszpański piłkarz występujący na pozycji bramkarza w Osasunie.